# Joseph Wouters
Joseph ("Jos") Wouters (Keerbergen, 21 februari 1942) is een voormalig Belgisch wielrenner.

## Korte carrière
Jos Wouters won als 19-jarige én als onafhankelijke in 1961 de wielerklassieker Parijs-Tours. Hij werd meteen bestempeld als een grote belofte, maar door zware tegenslag duurde zijn profcarrière amper enkele jaren. Hij kwam in 1962 ten val tijdens een derny-wedstrijd, alsook een jaar later tijdens de zesdaagse van Frankfurt. Het gevolg was dat hij op 23-jarige leeftijd diende te stoppen met het wielrennen.
Zijn belangrijkste overwinningen waren:
- 1961 Parijs-Tours en het Belgisch kampioenschap wielrennen voor onafhankelijken.
- 1962 Parijs-Brussel
- 1963 Brabantse Pijl

In totaal won hij 43 wedstrijden bij de profs.

## Resultaten in voornaamste wedstrijden
| Jaar | Milaan-San Remo | Gent-Wevelgem | Ronde van Vlaanderen | Parijs-Roubaix | Luik-Bast.‑Luik | Parijs-Tours | Parijs-Brussel | Brabantse Pijl |  | Wereldranglijsten |
| ---- | --------------- | ------------- | -------------------- | -------------- | --------------- | ------------ | -------------- | -------------- |  | ----------------- |
| 1954 |                 | 16e           |                      |                |                 |              |                |                |  |                   |
| 1961 |                 |               |                      |                |                 | Goud         |                |                |  |                   |
| 1962 | 29e             |               | 10e                  | 6e             | 4e              |              | Goud           |                |  |                   |
| 1963 | 27e             | 9e            | 5e                   | 19e            | 30e             |              | 4e             | ↑              |  | 26e (SPP)         |
| 1964 | 11e             | 8e            |                      |                |                 |              |                |                |  |                   |
| 1966 |                 | 40e           |                      |                |                 |              |                |                |  |                   |

## Ploegen
1961	 Solo - Van Steenbergen (België)
1962	 Solo -Van Steenbergen (België)
1963	 Solo - Terrot (België)
1964	 Solo - Superia (België)
1964	 Libertas (België)
1965	 Lamot - Libertas (België)